# الدیا بلیرو
الدیا بلیرو (به اسپانیایی: Aldea Beleiro) یک منطقهٔ مسکونی در آرژانتین است که در ایالت چوبوت واقع شده‌است.